# Charles Mackerras
Sir Alan Charles Mackerras AC CH CBE (Schenectady, Nova York, 17 de novembre de 1925 - Londres, 14 de juliol de 2010) fou un director d'orquestra australià.

## Vida
Va nàixer als Estats Units d'Amèrica, fill de pares australians. Sent un infant va tornar a Sydney. Va estudiar oboè a Sydney abans d'interessar-se per la direcció d'orquestra. Es va instal·lar a Anglaterra l'any 1946. A Praga va seguir els cursos de Václav Talich. Aquesta formació el va marcar definitivament.
A partir de 1948, Mackerras va treballar a Londres, on va dirigir el Teatre Sadler's Wells (on es va fer càrrec de la direcció musical i artística fins al 1977) i, paral·lelament, en el Covent Garden. Entre 1961 i 1970, va actuar ben sovint a Alemanya, on va ser successivament director invitat permanent en l'Òpera Estatal de Berlín (1961-1963) i després a l'Staatsoper Hamburg (1965-1970). El 1972, va debutar en el Metropolitan Opera, el 1973 en l'Òpera Garnier. És ciutadà d'honor de la vila de Praga, on va dirigir regularment la seua Orquestra Filharmònica en els anys 1980. El 1980 va ser el primer director no nascut a la Gran Bretanya que va dirigir el concert a The Proms.
Mackerras va dirigir l'Òpera Nacional de Gal·les de 1987 a 1992, on van ser particularment lloades les seues interpretacions d'obres de Janáček. Un dels moments clau de la temporada de 1991 va ser la reobertura del Teatre Estatal de Praga, escenari de la primera representació de Don Giovanni, en la que Mackerras va dirigir una nova producció d'aquesta òpera per a celebrar el bicentenari de la mort de Mozart. Com a director emèrit de l'Òpera Nacional Gal·lesa, els seus èxits inclouen Tristany i Isolda, The Yeoman of the Guard i La clemenza di Tito produccions, totes elles, que després va portar a Londres. Va ser el principal director invitat de l'Orquestra de Cambra Escocesa des de 1992 fins a 1995 i de la Royal Philharmonic Orchestra des de 1993 fins a 1996. En aquest mateix període va ser també el principal director invitat de l'Òpera de San Francisco. Del 1998 al 2001 va ser director musical de l'Orquestra de San Lucas.
L'any 2004 va ser nomenat en principal director invitat de l'Orquestra Philharmonia. També ha gaudit d'aquest càrrec a l'Orquestra Filharmònica Txeca, amb la qual cosa se li va reconèixer la seua dedicació a la difusió de la música txeca. Amb la Royal Opera House, ha dirigit recentment produccions de Roméo et Juliette de Gounod i Semele de Händel. MacKerras també ha tingut una llarga associació amb la Metropolitan Opera, on va dirigir El cas Makropoulos, Kàtia Kabànova i La flauta màgica amb aquesta companyia.

## Repertori
Charles Mackerras fou un dels directors d'orquestra més estimats de la seva època. Se'l va considerar dipositari de la gran tradició de direcció orquestral txecoslovaca encarnada per Rafael Kubelík i Karel Ancerl i se'l considerà com l'expert per excel·lència en les òperes de Leoš Janáček, que va contribuir a difondre als escenaris occidentals. Però també fou un especialista en les operetes de Gilbert i Sullivan. Tanmateix, el seu renom internacional era sobretot per la seua llarga història d'amor amb el repertori barroc i clàssic. Com a especialista de les obres de Henry Purcell, Georg Friedrich Händel, Christoph Willibald Gluck i Wolfgang Amadeus Mozart va triomfar en una època en què les òperes de Janácek no eren més que curiositats. El seu enregistrament amb instruments d'època de El Messies de Händel (1969) va fer història, i va excel·lir com un enregistrament de gran qualitat gràcies als seus impressionants solistes (Janet Baker, Elizabeth Harwood, Robert Tear entre altres).

## Distincions
- 1974: Cavaller de l'Orde de l'Imperi Britànic
- 1979: nomenat cavaller pels seus serveis a la música
- 1996: Medalla al Mèrit de la República Txeca
- 1997: Company de l'Orde d'Austràlia
- 2003: Company de la "Orde dels Companys d'Honor"
- 2005: Medalla d'Or de la Reial Societat Filharmònica
- 2005: Va ser el primer receptor de la Medalla de la Reina a la Música.[1]